# Söderdepån

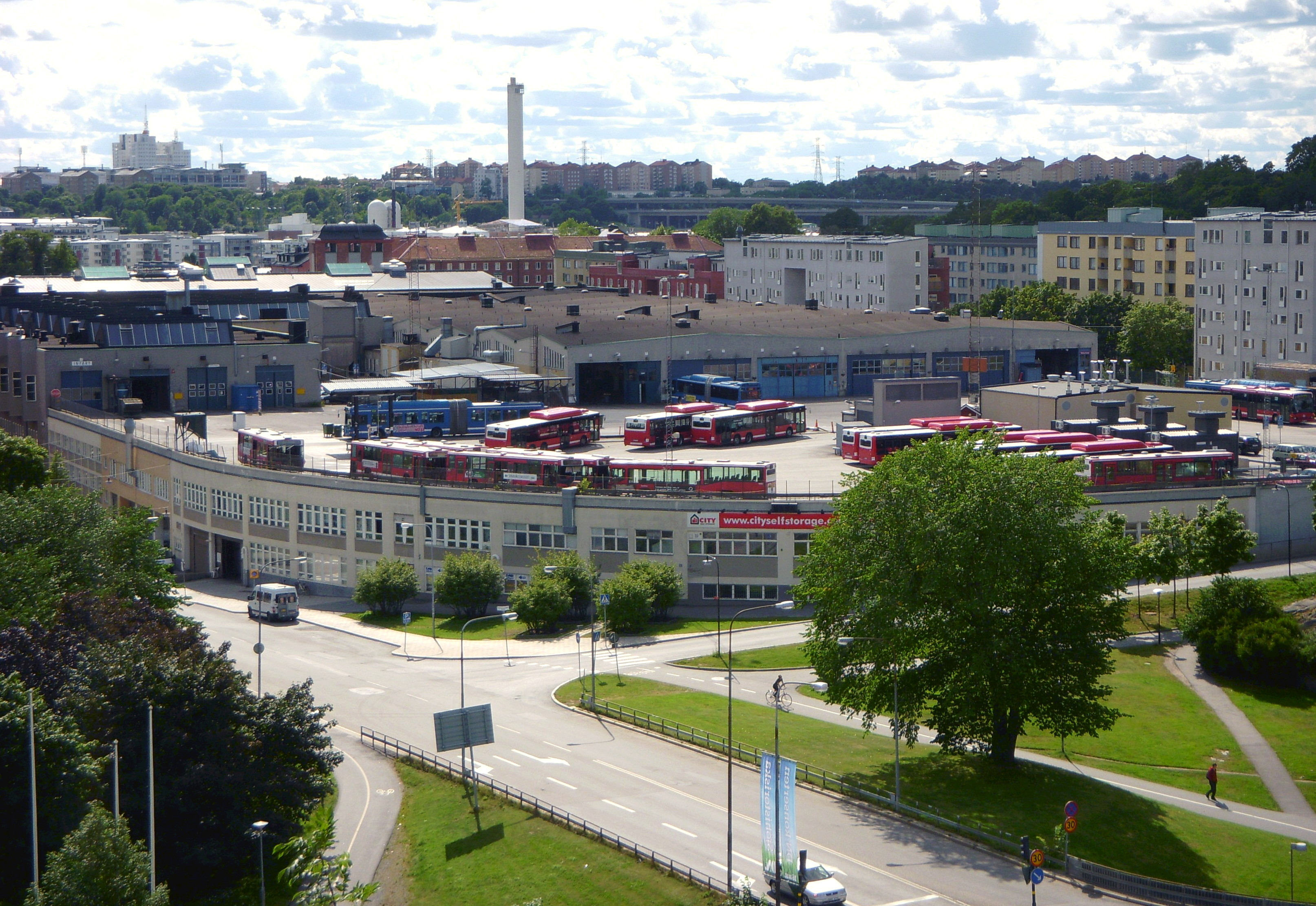
Söderdepån sedd från Fåfängan, 2009.

Söderdepån (tidigare officiellt och ofta även senare i dagligt tal: Söderhallen) var en av Storstockholms Lokaltrafiks bussdepåer, belägen i kvarteret Persikan vid Tegelviksgatan på östra Södermalm i Stockholm. Rivningen av byggnaden avslutades 2019.

## Historik

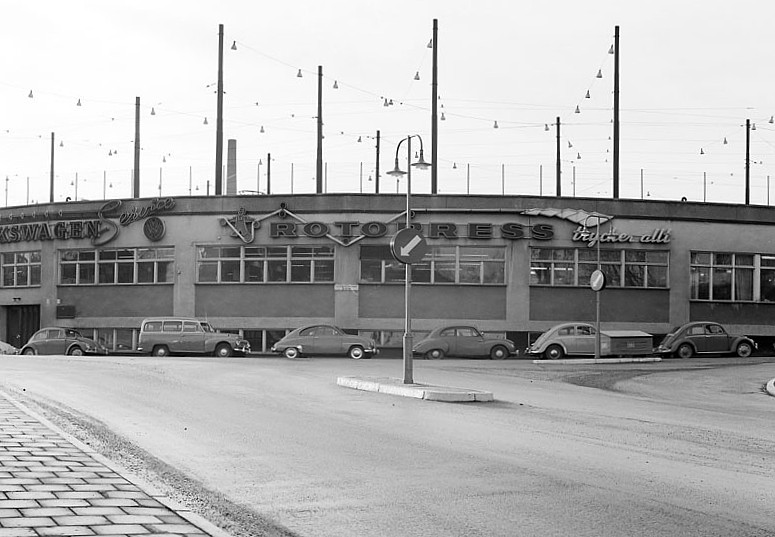
Söderhallen, 1961.

Anläggningen uppfördes som kombinerad vagnhall för buss och spårvagn efter ritningar av arkitekterna Erik Vestergren & Cyril Marcus. Anläggningen togs i bruk för bussar 1955 och för spårvagnar året efter. Spårvagnarna var uppställda på det övre planet med infart från Bondegatan och bussarna på det nedre planet med infart från korsningen Barnängsgatan / Nackagatan. Däremellan fanns ett våningsplan med plats för personallokaler, trafikexpedition m m. Även lokaler uthyrda till utomstående företag, som bilverkstad och tryckeri, fanns i byggnaden, Söderhallen  avvecklades som spårvagnsdepå 1967, varefter bussarna flyttades till den tidigare spårvagnsdelen. Åren 1990–2017 inrymdes Stockholms spårvägsmuseum i det tidigare bussgaraget, år 2005–2017 även Leksaksmuseet. Även lagerlokaler för allmänheten har funnits i byggnaden.
Busstrafiken som utgick från Söderdepån kördes sedan upphandling av trafik genomfördes av SL Buss AB och senare av Busslink (sedermera Keolis) på uppdrag av Stockholms läns landsting, trafikförvaltningen.
Anläggningen avvecklades midsommaren 2017. Den 22 juni detta år tursattes de sista bussarna från depån. Dagen efter, midsommarafton, togs den nya Fredriksdalsdepån i närbelägna Hammarby sjöstad i bruk.

## Bilder

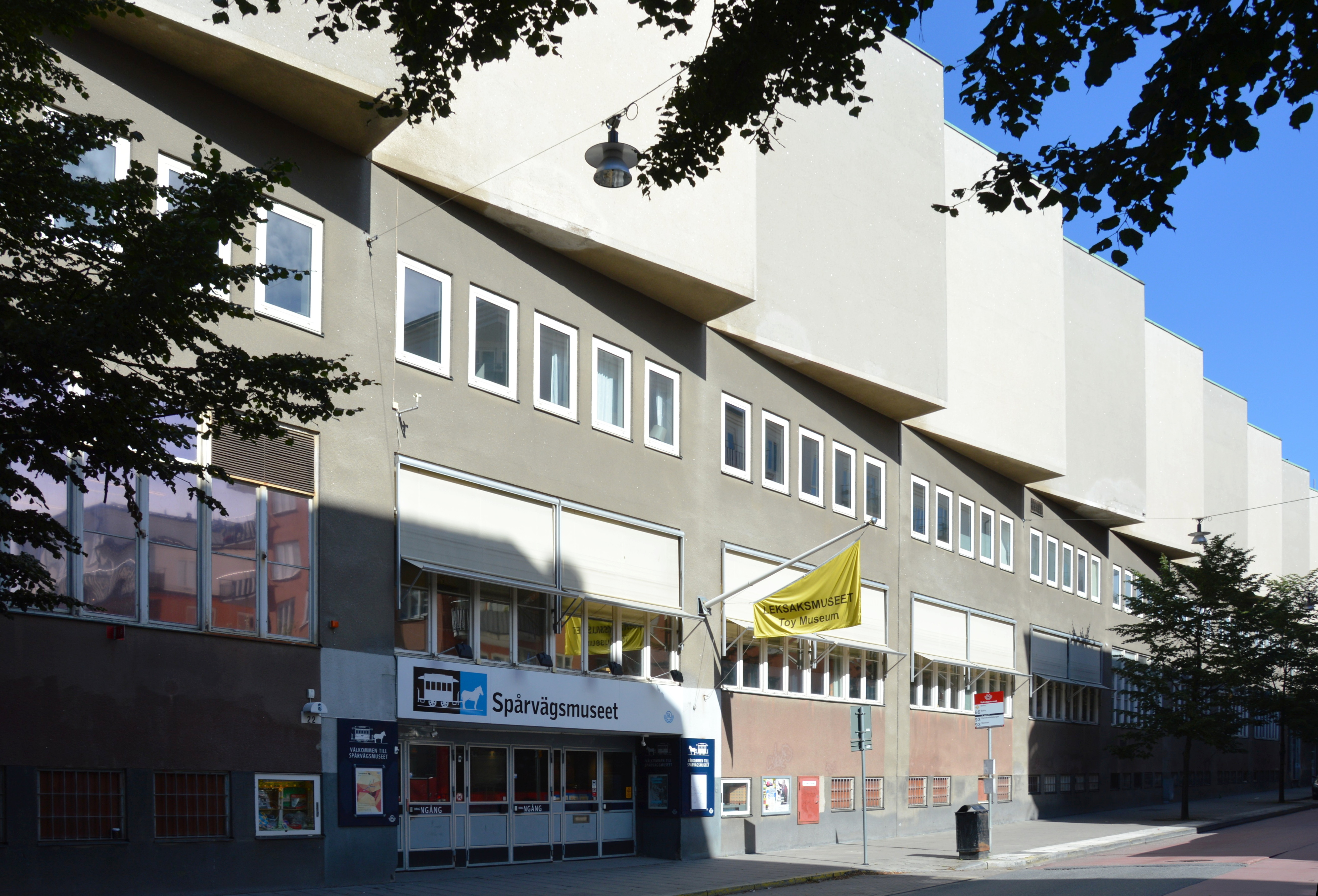
Entrén till Spårvägsmuseet, augusti 2015.
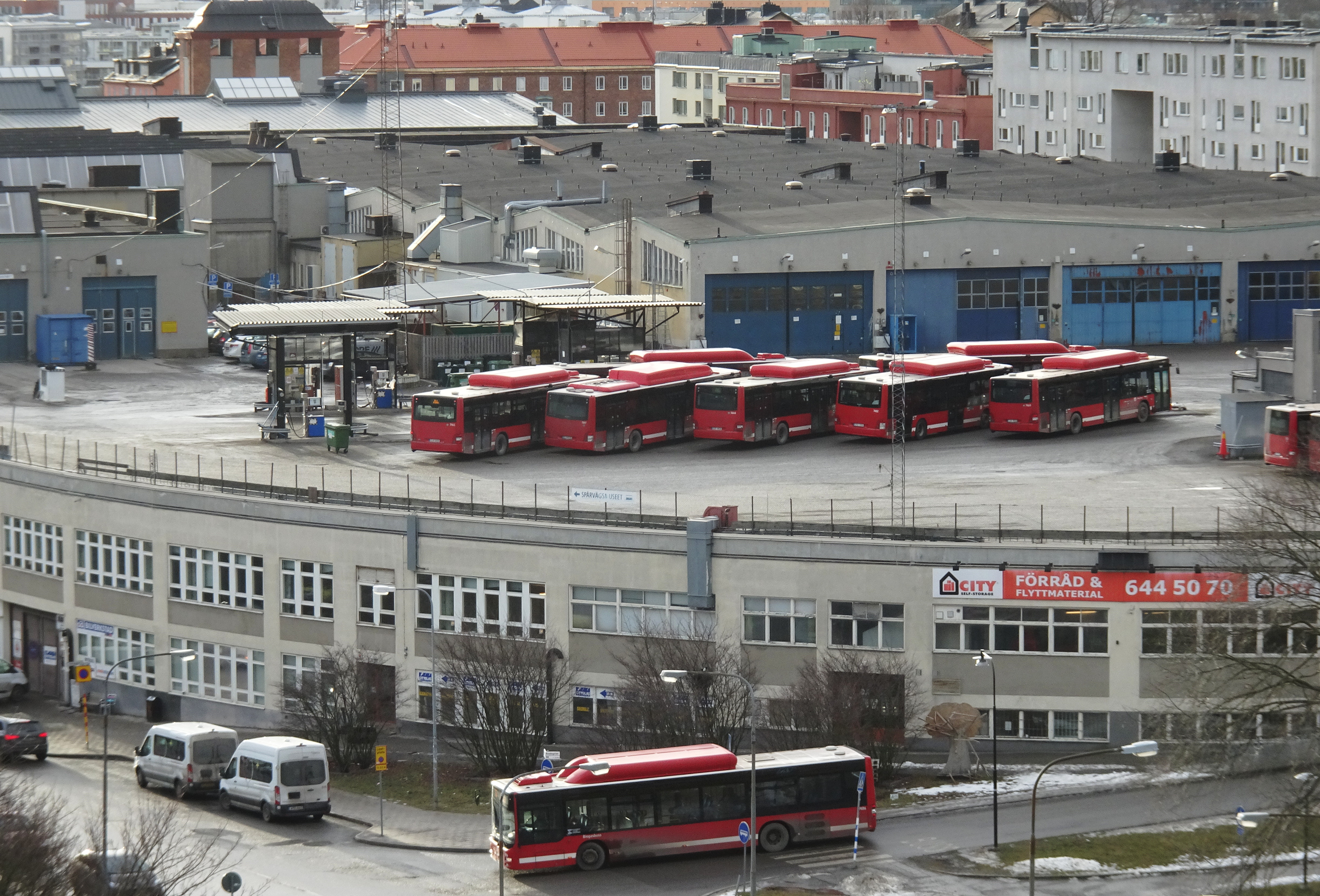
Söderdepån, januari 2017.
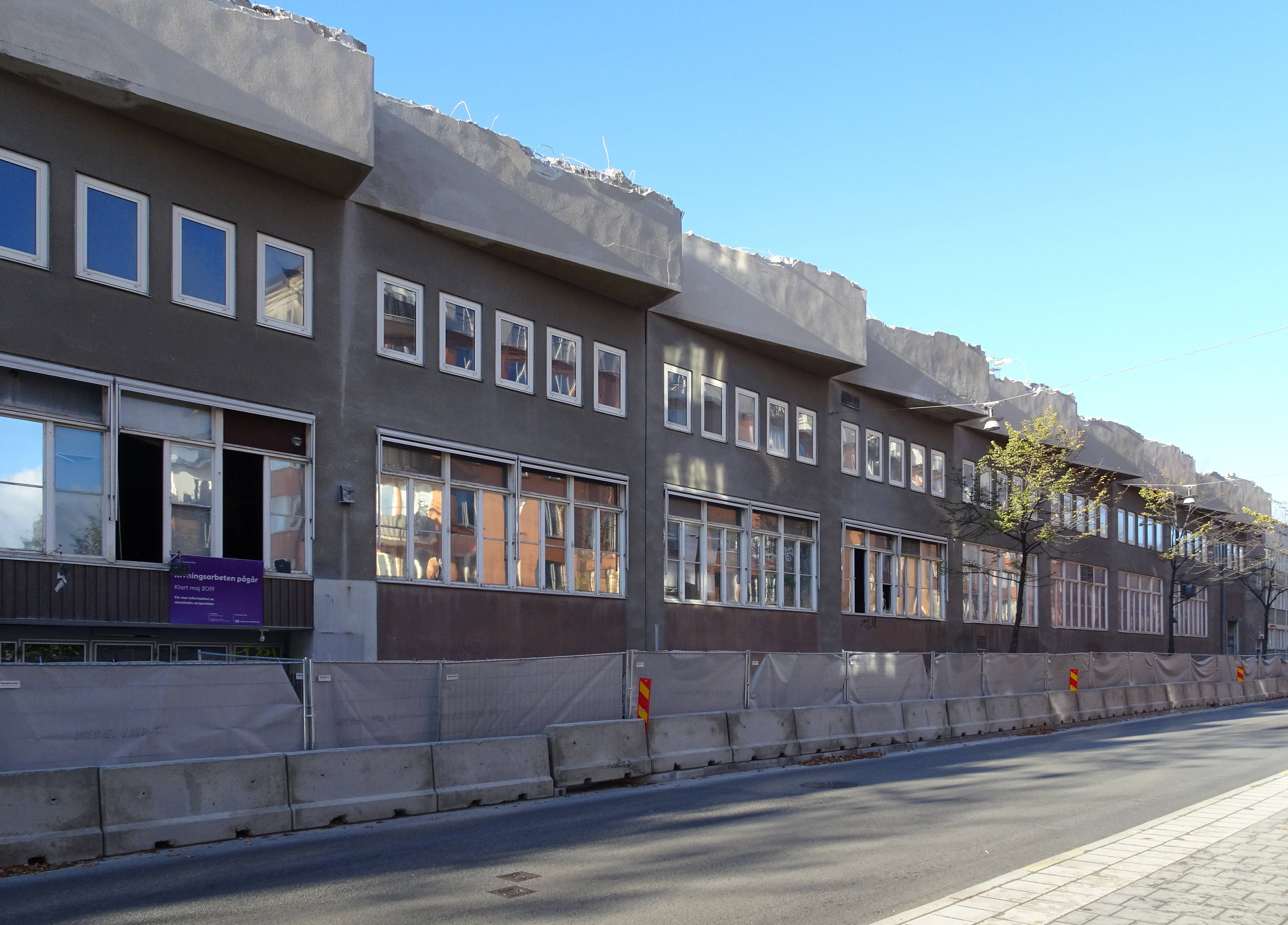
Rivning av Söderdepån, oktober 2018.
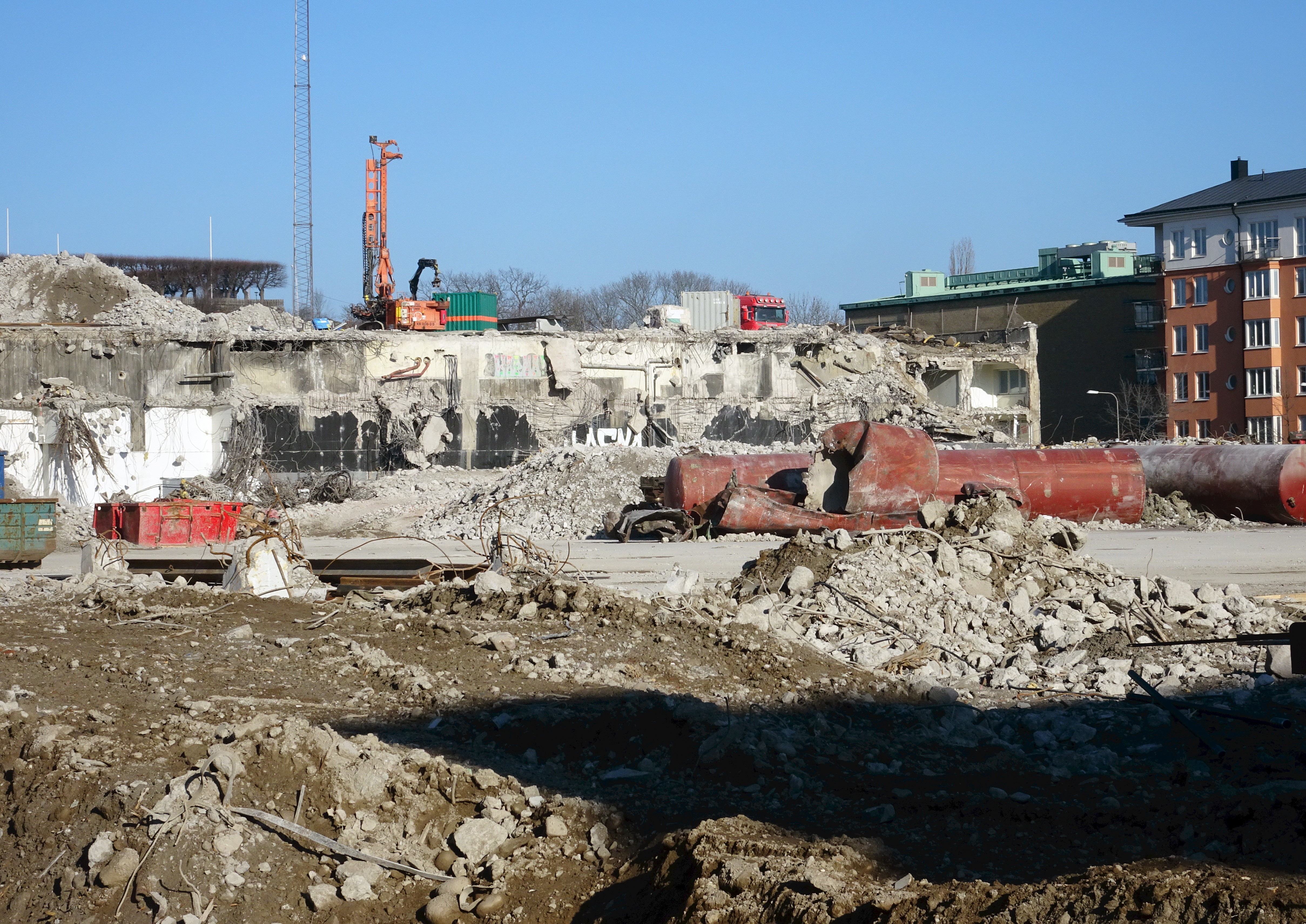
Rivning av Söderdepån, februari 2019.

## Nya bostäder
Spårvägsmuseet höll sina lokaler på Tegelviksgatan öppna till den 10 september 2017. Därefter planeras flyttning till gasverksområdet i Hjorthagen, med mellanlagring på annan plats. I det gamla industrikvarteret Persikan, där SL:s bussdepå låg, skall Stockholms stad tillsammans med flera byggbolag uppföra sju nya bostadskvarter med cirka 1 240 lägenheter. Rivningen av bussdepån startade i juni 2018. Byggnation pågår sedan 2021 och första inflyttningen beräknas till slutet av 2022.[uppföljning saknas]